# Estadio Petro Sport
El Estadio Petro Sport (en árabe: استاد بتروسبورت‎) es un estadio multiuso principalmente para jugar fútbol localizado en El Cairo, Egipto y cuenta con capacidad para 16 000 espectadores.
El estadio, que fue construido en el año 2006, es la principal sede del ENPPI Club, así como la de otros equipos petroleros en Egipto.
En algunas ocasiones el estadio también es utilizado por los dos equipos de fútbol más importantes del Egipto, el Al-Ahli y el Zamalek SC.